# Augustus Kargbo
Augustus Kargbo (ur. 24 sierpnia 1999 we Freetown) – sierraleoński piłkarz grający na pozycji napastnika w angielskim klubie Blackburn Rovers i reprezentacji Sierra Leone.

## Kariera klubowa

### Kariera juniorska
W wieku 13 lat Kargbo opuścił wraz z agentem swoją rodzinę w Sierra Leone, aby rozpocząć karierę piłkarską w Gwinei. Grał tam min. w drużynach juniorskich Satellite FC. Dwa lata później przeniósł się do Wybrzeża Kości Słoniowej, gdzie spędził rok przed rozpoczęciem profesjonalnej kariery we Włoszech.
Od 2017 występował w barwach grającego ówcześnie w Serie D klubu Città di Campobasso.

### Crotone
W lecie 2018 Kargbo dołączył do grającego w Serie B Crotone, po czym został wypożyczony z powrotem do Serie D, dołączając do klubu ASD Rocella. Zadebiutował 16 września 2018, w zwycięstwie 4:1 z SS Turris Calcio, zdobywając dwie bramki i asystując przy jednej. W styczniu 2019 wrócił do Crotone.
Dla I Pitagorici zadebiutował 19 stycznia 2019 przeciwko AS Cittadella, wchodząc z ławki rezerwowych w 68. minucie meczu.

#### Wypożyczenia do Reggiany
2 września 2019 Kargbo dołączył do grającej ówcześnie w Serie C Reggiany na zasadzie wypożyczenia do końca sezonu. Napastnik szybko stał się podstawowym graczem ofensywnym klubu, występując łącznie w 24 spotkaniach, w których zdobył 10 bramek i 7 asyst. Reggiana zakończyła sezon na 3. miejscu w tabeli, gwarantującym grę w barażach o awans do Serie B, które klub wygrał po finałowym meczu z Bari. Kargbo bezpośrednio przyczynił się do sukcesu klubu, strzelając gola dającego zwycięstwo 1:0 w finale.
20 października 2020 zaliczył swój debiut w Serie A przeciwko drużynie Genoa, po czym 29 października został ponownie wypożyczony do Reggiany. Wystąpił w 20 meczach Serie B, opuszczając jednak znaczną część sezonu z powodu licznych kontuzji.

#### Powrót do Crotone
Pierwszego gola dla Crotone Kargbo strzelił 4 grudnia 2021, w ligowej porażce 1:2 z drużyną SPAL. Mimo tego, że klub Sierraleończyka był spadkowiczem z najwyższej klasy rozgrywkowej, sezon 2021/22 zakończył na 19. miejscu w tabeli Serie B, tym samym zaliczając spadek do Serie C.
Sezon 2022/23 Kargbo zakończył z 3 bramkami i 5 asystami na koncie, pomagając klubowi zakończyć na 2. miejscu w tabeli. I Pitagorici nie uzyskali jednak promocji do Serie B, przegrywając w dwumeczu baraży o awans z Foggią 2:3. Napastnik wystąpił w obu spotkaniach, jednak tylko wchodząc z ławki rezerwowych.

### Cesena
26 sierpnia 2023 Kargbo dołączył do Ceseny, podpisując z klubem 3–letni kontrakt. Zadebiutował 15 września 2023 w meczu przeciwko Città di Pontedera, wchodząc na boisko w 70. minucie i strzelając w doliczonym czasie gry gola ustalającego wynik na 3:1. 1 marca 2024 w ligowym spotkaniu z drużyną Virtus Entella, zakończonym zwycięstwem 4:0, Kargbo zdobył pierwszego w swojej karierze hat-tricka. W sezonie 2022/23 Kargbo zdobył 9 bramek i 10 asyst w lidze, znacznie przyczyniając się do zdobycia przez klub mistrzostwa ligi i awansu na zaplecze Serie A.
W pierwszej połowie sezonu 2024/25 napastnik wystąpił w 18 spotkaniach Serie B, strzelając 3 gole i zaliczając 2 asysty. Przyczynił się także do zwycięstwa z grającą w Serie A drużyną Hellasu Werona 2:1 w 2. rundzie Pucharu Włoch, zdobywając otwierającą wynik bramkę i asystując przy golu Cristiana Shpendiego.

### Blackburn Rovers
31 stycznia 2025 Kargbo przeszedł za nieujawnioną kwotę do grającego w angielskiej Championship Blackburn Rovers, podpisując 2½–letni kontrakt z klubem. Zadebiutował 4 lutego 2025 przeciwko Queens Park Rangers, zastępując w 87. minucie meczu Ryana Hedgesa. 9 lutego po raz pierwszy pojawił się w podstawowej jedenastce drużyny, w przegranym 0:2 meczu Pucharu Anglii z Wolverhampton Wanderers. 15 lutego, w ligowym spotkaniu z Plymouth Argyle, Kargbo zaliczył asystę przy golu Tyrhysa Dolana, który ustalił wynik meczu na 2:0. Sierraleończyk musiał jednak opuścić większą część drugiej połowy sezonu z powodu kontuzji ścięgna udowego odniesionej w meczu przeciwko Derby County, w którym boisko musiał opuścić już po 15 minutach gry.

## Kariera reprezentacyjna
Kargbo został po raz pierwszy powołany do reprezentacji Sierra Leone 29 września 2020.
Zadebiutował 6 października 2021, w spotkaniu towarzyskim z reprezentacją Sudanu Południowego. Napastnik został powołany do kadry na Puchar Narodów Afryki 2021, jednak nie rozegrał na turnieju żadnego meczu. W następnych latach Kargbo stał się regularnym zawodnikiem w reprezentacji, min. strzelając bramki w meczach kwalifikacyjnych do Pucharu Narodów Afryki 2023 przeciwko Gwinei Bissau i Nigerii oraz do Mistrzostw Świata 2026 przeciwko Dżibuti i Burkinie Faso.

## Statystyki

### Klubowe
(aktualne na dzień 8 lipca 2025)
| Klub                | Sezon              | Liga               | Liga  | Liga | Puchar Kraju | Puchar Kraju | Puchar Ligi | Puchar Ligi | Inne  | Inne | Suma  | Suma |
| Klub                | Sezon              | Dywizja            | Mecze | Gole | Mecze        | Gole         | Mecze       | Gole        | Mecze | Gole | Mecze | Gole |
| ------------------- | ------------------ | ------------------ | ----- | ---- | ------------ | ------------ | ----------- | ----------- | ----- | ---- | ----- | ---- |
| Città di Campobasso | 2017/18            | Serie D            | 20    | 6    | —            | —            | —           | —           | —     | —    | 20    | 6    |
| Crotone             | 2018/19            | Serie B            | 5     | 0    | 0            | 0            | —           | —           | —     | —    | 5     | 0    |
| Crotone             | 2019/20            | Serie B            | 0     | 0    | 0            | 0            | —           | —           | —     | —    | 0     | 0    |
| Crotone             | 2020/21            | Serie A            | 1     | 0    | 0            | 0            | —           | —           | —     | —    | 1     | 0    |
| Crotone             | 2021/22            | Serie B            | 32    | 3    | 1            | 0            | —           | —           | —     | —    | 33    | 3    |
| Crotone             | 2022/23            | Serie C            | 30    | 3    | 0            | 0            | —           | —           | —     | —    | 30    | 3    |
| Crotone             | Ogólnie            | Ogólnie            | 67    | 6    | 1            | 0            | —           | —           | —     | —    | 68    | 1    |
| Roccella (wyp.)     | 2018/19            | Serie D            | 11    | 3    | —            | —            | —           | —           | —     | —    | 11    | 3    |
| Reggiana (wyp.)     | 2019/20            | Serie C            | 24    | 11   | 0            | 0            | —           | —           | —     | —    | 24    | 11   |
| Reggiana (wyp.)     | 2020/21            | Serie B            | 20    | 2    | 1            | 0            | —           | —           | —     | —    | 21    | 2    |
| Reggiana (wyp.)     | Ogólnie            | Ogólnie            | 44    | 13   | 1            | 0            | —           | —           | —     | —    | 45    | 13   |
| Cesena              | 2023/24            | Serie C            | 33    | 10   | 0            | 0            | —           | —           | —     | —    | 33    | 10   |
| Cesena              | 2024/25            | Serie B            | 18    | 3    | 3            | 1            | —           | —           | —     | —    | 22    | 4    |
| Cesena              | Ogólnie            | Ogólnie            | 51    | 13   | 3            | 1            | —           | —           | —     | —    | 54    | 14   |
| Blackburn Rovers    | 2024/25            | Championship       | 8     | 0    | 1            | 0            | 0           | 0           | —     | —    | 9     | 0    |
| Ogólnie w karierze  | Ogólnie w karierze | Ogólnie w karierze | 204   | 41   | 6            | 1            | 0           | 0           | 0     | 0    | 210   | 42   |

1. ↑  Zawiera występy w Pucharze Włoch i Pucharze Anglii

### Reprezentacyjne
(aktualne na dzień 8 lipca 2025)
| Reprezentacja | Rok     | Mecze | Gole |
| ------------- | ------- | ----- | ---- |
| Sierra Leone  | 2020    | 0     | 0    |
| Sierra Leone  | 2021    | 2     | 0    |
| Sierra Leone  | 2022    | 7     | 1    |
| Sierra Leone  | 2023    | 6     | 1    |
| Sierra Leone  | 2024    | 6     | 3    |
| Ogólnie       | Ogólnie | 21    | 5    |

| Gole w reprezentacji | Gole w reprezentacji | Gole w reprezentacji                                   | Gole w reprezentacji | Gole w reprezentacji | Gole w reprezentacji                     |
| Lp.                  | Data                 | Miejsce                                                | Przeciwnik           | Wynik                | Rozgrywki                                |
| -------------------- | -------------------- | ------------------------------------------------------ | -------------------- | -------------------- | ---------------------------------------- |
| 1.                   | 13 czerwca 2022      | Stade de l'Unité de Nongo, Konakry, Gwinea             | Gwinea Bissau        | 2:2                  | Kwalifikacje Pucharu Narodów Afryki 2023 |
| 2.                   | 18 czerwca 2023      | Samuel Kanyon Doe Sports Complex, Paynesville, Liberia | Nigeria              | 2:3                  | Kwalifikacje Pucharu Narodów Afryki 2023 |
| 3.                   | 5 czerwca 2024       | Stade El Abdi, Al-Dżadida, Maroko                      | Dżibuti              | 2:1                  | Kwalifikacje Mistrzostw Świata 2026      |
| 4.                   | 10 czerwca 2024      | Stade 26 Mars, Bamako, Mali                            | Burkina Faso         | 2:2                  | Kwalifikacje Mistrzostw Świata 2026      |
| 5.                   | 10 września 2024     | Levy Mwanawasa Stadium, Ndola, Zambia                  | Zambia               | 2:3                  | Kwalifikacje Pucharu Narodów Afryki 2025 |